# Personaggi di Toy Story
Questa è una lista descrittiva di personaggi della serie di film Toy Story, che comprende i personaggi di Toy Story - Il mondo dei giocattoli, Toy Story 2 - Woody e Buzz alla riscossa, Toy Story 3 - La grande fuga e di Toy Story 4.

I personaggi principali della serie, nel teaser trailer di Toy Story 3 - La grande fuga (2010).

## Giocattoli

### Woody
(Film 1-4)
Il protagonista di Toy Story lo sceriffo Woody è un pupazzo cowboy con cordoncino degli anni '50, vestito in vero tessuto e dipinto a mano.  È il giocattolo preferito di Andy, tanto che il bambino ha scritto il suo nome sotto lo stivale dello sceriffo. Woody ha una posizione privilegiata sul letto del bambino, anche se per un breve periodo venne sostituito da Buzz Lightyear. Di solito agisce come il capo dei giocattoli di Andy. È inoltre innamorato della bambola Bo Peep. È estremamente orgoglioso del suo cappello, al punto che si allarma quando lo perde. Era il protagonista di una serie televisiva di marionette degli anni '50, intitolata Woody e gli amici del West. Woody è leale, amichevole, determinato, testardo, coraggioso e ha grandi capacità di leadership e, quando escogita piani complessi, si assicura sempre che nessun giocattolo venga lasciato indietro. Sia nelle storie di Andy che in quelle di Bonnie, Woody ha interpretato il ruolo dell'eroe insieme a Buzz e Jessie.

### Buzz Lightyear
(Film 1-4)
Buzz Lightyear è una moderna action figure di astronauta che rappresenta uno space ranger con numerosi elementi tecnologici particolari, come ali e casco apribili, laser luminoso, programma mosse di karate e voce elettronica. Nei film, agisce come il secondo in comando di Woody. Inizialmente è convinto di essere un vero ranger dello spazio. Nel primo film Andy lo preferisce temporaneamente a Woody, e per questo tra i due giocattoli si instaura inizialmente un'accesa rivalità, ma dopo le avventure del primo film diventano amici per la pelle (con Woody che, tra le altre cose, gli fa capire di essere un giocattolo). Il suo interesse amoroso è Jessie e diventa particolarmente aperto con lei quando passa alla "modalità spagnola". Dopo Woody, Buzz è il secondo giocattolo preferito di Andy. Quando viene consegnato a Bonnie, Andy lo descrive come "il giocattolo più forte di tutti". Buzz è forte, agile, coraggioso, di buon cuore ed estremamente fedele ai suoi amici, e spesso interpreta il ruolo dell'eroe nelle storie di Andy e Bonnie insieme a Woody e Jessie.

### Jessie
(Film 2-4)
Jessie è una bambola cowgirl, facente parte della stessa linea di giocattoli a tema western di cui fa parte Woody. Entrambi, infatti, erano stati protagonisti di un popolare show televisivo degli anni cinquanta, Woody e Gli Amici del West, che fu però cancellato a un episodio dalla fine, rimanendo senza un finale, a causa del lancio nello spazio dello Sputnik 1, che dirottò l'interesse generale dei bambini verso i giocattoli a tema spaziale. Innamorata di Buzz e preoccupata di venire abbandonata per una seconda volta, come le era successo con Emily, la sua precedente padroncina, che l'ha messa in una scatola per beneficenza, sviluppando claustrofobia e nictofobia. Nel terzo film, Jessie si avvicina a Buzz, soprattutto quando è in modalità spagnola, ballando una versione spagnola di "Hai un amico in me". In Toy Story 4, Bonnie nutre per lei una stima speciale e, alla fine del film, riceve il distintivo da sceriffo di Woody, assumendo la posizione di capo dei giocattoli. Jessie è coraggiosa, allegra, piena di energia e un po' maschiaccio, ma anche molto sensibile, leale, fiduciosa e disponibile, sempre pronta per un'audace avventura quando si tratta di aiutare chi è in difficoltà. Prende in mano la situazione e insiste affinché i giocattoli controllino il proprio destino.

### Bo Peep
(Film 1-2, 4)
Bo Peep è una pastorella di porcellana staccabile da una lampada da comodino insieme a tre pecore. Funge da interesse romantico di Woody. È dolce, gentile, signorile e di buon cuore. Sebbene sia presentata come un giocattolo di Molly, anche Andy gioca molto con lei, facendole assumere nelle sue storie il ruolo della damigella in pericolo che Woody doveva salvare. Prima degli eventi di Toy Story 3, è stata regalata da Molly, passando di fatto ad una nuova proprietaria. Bo Beep ritorna in Toy Story 4, dove vive in un parco divertimenti ambulante. Vestita diversamente, qui non indossa più la gonna e porta due bende, una bianca e una viola, usate per riparare le sue braccia.

### Rex
(Film 1-4)
Rex è un Tyrannosaurus rex giocattolo di colore verde. Ingenuo e nevrotico, soffre di ansia dovuta a un complesso di inferiorità ed esprime spesso la sua paura di non essere abbastanza spaventoso, come un vero dinosauro. Il suo peggior timore è infatti che Andy possa comprare o ricevere in regalo un dinosauro giocattolo più intimidatorio di lui, mentre il suo più grande desiderio è che Andy entri in possesso di un dinosauro vegetariano, in modo che lui possa assumere il ruolo del predatore dominante. Rex è sì ombroso e goffo, spesso guadagnandosi commenti scortesi da parte dei suoi amici, ma anche molto gentile e sensibile. Sebbene sia uno dei giocattoli più grandi di Andy, non ama il conflitto. Nelle scene di apertura del primo e del terzo film, viene descritto da Andy come il dinosauro di Woody che mangia i cani con lo scudo galattico. È stato prodotto da una ditta consociata della Mattel.

### Slinky Dog
(Film 1-4)
Slinky è un cane a molla giocattolo, un segugio molto fedele a Woody, a Buzz e a tutti gli altri giocattoli di Andy. Si avventura insieme a Buzz per cercare Woody in Toy Story 2. Un simile giocattolo esisteva veramente negli Stati Uniti fin dagli anni '50 con il nome di Slinky Dog, ed era sviluppato intorno alla molla d'acciaio deformabile Slinky, prodotta come giocattolo dalla James Industries fin dagli anni '40.
Il suo corpo snodabile e allungabile, con la lunghissima molla d'acciaio tra la testa e il posteriore, risulta utile in molte occasioni in cui è necessario allungarsi e/o afferrare qualcosa a distanza o spiare da dietro un angolo, anche se il metallo di cui è in gran parte composto gli crea problemi con l'elettrocalamita nel convulso finale di Toy Story 3.

### Mr. Potato
(Film 1-4)
Mr. Potato, basato sull'omonimo pupazzo della Hasbro, è un pupazzo di plastica a forma di patata da cui si possono staccare e riattaccare tutti i componenti della faccia (occhi, naso, orecchie, bocca, braccia, piedi, baffi e cappello), anche in posizioni diverse da quelle originali. Oltre a poter staccare parti dal suo corpo, ha uno scomparto nella parte bassa della schiena per riporre pezzi di ricambio. È disincantato, sarcastico, cinico e un po' scontroso, ma intelligente. Di solito è il primo ad essere contro Woody, essendo critico nei confronti della sua leadership, anche se nel profondo lo apprezza come gli altri giocattoli. Ama molto sua moglie Mrs. Potato, con un aspetto simile ma dettagli femminili; insieme a lei, adotterà tre piccoli alieni verdi. Ricopre il ruolo di antagonista nei giochi di Andy, che gli fa interpretare un fuorilegge chiamato "Bart il guercio".

### Mrs. Potato
(Film 2-4)
Mrs. Potato è un pupazzo a forma di patata con mani, piedi, naso bocca, e occhi che si possono staccare e attaccare. È la moglie di Mr. Potato, e i due vanno tenuti sempre accanto perché sono molto innamorati. La differenza con il marito è data dai dettagli (scarpe col tacco, borsetta, sopracciglia lunghe) tipicamente femminili.
Viene regalata a Molly (la sorellina di Andy) alla fine del primo film, ma poi la si vede sempre comparire insieme al marito tra i giocattoli di Andy. Per quasi tutto il terzo film ha un solo occhio, in quanto l'altro l'aveva dimenticato a casa di Andy (e grazie ad esso riusciva a spiare, a distanza, ciò che accadeva nella stanza del ragazzo).

### Bullseye
(Film 2-4)
Bullseye è il cavallo dello sceriffo Woody. 
Bullseye, fa la prima apparizione in Toy Story 2, dove venne salvato insieme a Woody e Jessie da Buzz Lightyear e gli altri giocattoli di Andy, mentre insieme al cowboy, alla cowgirl e al cercatore d'oro Stinky Pete, stava per affrontare su un aereo un volo per il museo dei giocattoli di Tokyo. Come dimostrato nella sigla dello show "Woody's Roundup", Bullseye è pieno di energia ed abilissimo nel lancio dei ferri di cavallo, ed inoltre è fedelissimo a Woody: quando lo sceriffo gli dice, nei film Toy Story 2 e Toy Story 3, di non seguirlo, mostra sul viso un'espressione triste. È anche molto coraggioso, gentile, dolce e piuttosto sensibile. Alla fine di Toy Story 3 viene donato insieme a Woody e gli altri a Bonnie, una bambina che frequenta l'asilo Sunnyside, prima che Andy, ormai cresciuto, parta per il college.
Pur essendo un cavallo, il suo comportamento ricorda molto quello di un cane: scodinzola quando è felice, guaisce quando è triste o si fa male e ha un olfatto sviluppato che lo rende in grado di rintracciare persone, animali o cose. A differenza della maggior parte degli altri giocattoli, Bullseye non parla mai ed usa il linguaggio del corpo per esprimersi; tale caratteristica lo accomuna ad un altro celebre personaggio del mondo del cinema d'animazione, il cane Gromit, protagonista insieme al suo padrone Wallace delle opere create da Nick Park.

### Hamm
Doppiato da John Ratzenberger, in Italiano da Renato Cecchetto (film 1-4).
(Film 1-4)
Hamm (in inglese un gioco di parole con il termine ham, prosciutto) è un salvadanaio a forma di maiale con un tappo della pancia. È scorbutico e sarcastico, ed è il giocattolo non protagonista più intelligente; è infatti quello che ha la maggiore conoscenza del mondo esterno, spesso avendo familiarità con vari dispositivi che gli vengono mostrati. Va molto d'accordo con gli altri giocattoli (soprattutto con Mr. Potato, che sembra essere il suo migliore amico, spesso giocando a poker o a battaglia navale con lui), anche se a volte litiga con Rex. Nel secondo film, Hamm è uno dei primi a unirsi a Buzz per salvare Woody. Quando Andy lo usa nei suoi giochi, di solito gli fa fare la parte del malvagio "Dottor Prosciutto", un maiale cattivo che rapisce altri personaggi oppure attacca le città, o di una cassaforte.

### Matrioske
(Film 1-2)
Sono cinque matrioske a forma di uovo basate sulle catene alimentari, dato che ognuna di esse rappresenta un animale: la prima matrioska rappresenta una coccinella, la seconda un pesce rosso, la terza una papera, la quarta un gatto e la quinta un cane. Nel terzo capitolo sono assenti perché, insieme ad altri giocattoli di Andy, sono state date via.

### Roly Poly Clown
(Film 1-2)
È un clown giocattolo muto che dondola dotato di una giacca dipinta a mano e strisce gialle e un cappello da festa. Nel terzo capitolo è assente perché, insieme ad altri giocattoli di Andy, è stato dato via.

### Mr Spell
(Film 1-2) È un giocattolo elettronico dotato di tasti con lettere e numeri, che può ripetere frasi o parole che gli vengono inserite. Nel primo capitolo ha indetto una riunione sulla "corrosione della plastica" che Woody ringrazia e Mr Spell risponde autonomamente, mentre in Toy Story 2 Buzz lo usa per ripetere la targa del rapitore di Woody (Al's Toy Barn). In Toy Story 3 è assente, perché presumibilmente venduto in una delle fiere da giardino dalla madre di Andy.

### Snake
(Film 1-2)
È un serpente giocattolo verde a strisce viola. Nel terzo capitolo è assente perché, insieme ad altri giocattoli di Andy, è stato dato via.

### Robot
(Film 1-2)
È un robottino giocattolo in età prescolare, basato sul giocattolo di Emiglio. Nel terzo capitolo è assente perché, insieme ad altri giocattoli di Andy, è stato dato via.

### Linearama
(Film 1-2) Nell'originale è chiamato "Etch A Sketch", è una tavolozza da disegno meccanica, con bordo rosso e fondo bianco, con due manopole bianche ai lati. Pur non essendo in grado di parlare, è in grado di disegnare i suoi pensieri, e in Toy Story 2 aiuta gli altri giocattoli disegnando Al McWhiggin nel ricostruire l'identità del rapitore di Woody. In Toy Story 3, è menzionato che Linearama è uno dei giocattoli che sono stati venduti insieme a Wheezy e Bo Peep.

### Lenny
(Film 1-2) È un piccolo binocolo azzurro che assiste gli altri giocattoli ad osservare da lontano obiettivi e la situazione fuori casa di Andy. In Toy Story 3 è menzionato che Lenny è uno dei giocattoli che è stato venduto diverso tempo prima, insieme a Linearama, Bo Beep e Wheezy.

### Toddle Tots
(Film 1-2)
Sono una serie di giocattoli presi direttamente dalla società di Little Tikes. Molti dei Tots includono i Fireman Tots nel loro Toddle Tots Fire Truck, insieme a Cap Toddle Tot, Farmer Toddle Tot, Doc Toddle Tot, Hunter Toddle Tot, Pittore Toddle Tot, Sailor Toddle Tot e Shriner Toddle Tot a una piccola macchina rossa. Nel terzo capitolo sono assenti perché, insieme ad altri giocattoli di Andy, sono stati dati via.

### Ruota degli animali
(Film 1-3)
È un giocattolo per i bimbi in età prescolare, che rappresenta una fattoria interattiva. È dotato di una freccia sulla quale è raffigurata l'immagine di un contadino. Quando la freccia viene fatta ruotare e si ferma sull'immagine un animale, viene emesso il verso di quest'ultimo.

### Imperatore Zurg
(Film 2-3)
Il malvagio Imperatore Zurg è l'acerrimo nemico di Buzz Lightyear e dell'Alleanza Galattica, nonché antagonista terziario del secondo film e principale nello spin-off. Nel primo film viene solo menzionato, mentre nel secondo Rex, che giocava al videogioco a lui dedicato e sperava fortemente di riuscire a batterlo, lo ha sconfitto fisicamente durante il salvataggio di Woody, al di sopra dell'ascensore, quando l'ha fatto cadere con un colpo di coda.
Nell'epilogo del terzo capitolo viene mostrato che Zurg, insieme ad altri giocattoli, viene donato al Sunnyside.

### Wheezy
(Film 2) Wheezy è un pinguino di gomma con un fischietto all'interno del becco, personaggio minore del secondo film.
Ha un carattere mite e timido. Compare quando viene trovato da Woody sopra allo scaffale della camera di Andy, in mezzo agli altri giocattoli non più usati, ricoperto di polvere e con il fischietto rotto (la madre di Andy aveva detto al figlio che lo avrebbe fatto riparare solo per calmarlo, e poi lo aveva messo sullo scaffale).
Quello stesso giorno la madre di Andy lo prende per venderlo ad un mercatino nel giardino, e Woody lo salva facendosi portare di sotto dal cane Buster, ma poi finisce catturato da Al McWhiggin. Alla fine del film si ripara da solo con un fischietto trovato nella cassa dei giochi e prepara un finale a sorpresa in cui canta una canzone.
In Toy Story 3, è uno dei giocattoli menzionato da Woody che sono stati venduti insieme a Bo Beep, Lenny, Linearama e Rocky, con grande rammarico di Woody in quanto non è riuscito a salvarlo quella volta. La motivazione reale dell'assenza di Wheezy è per via della morte del suo doppiatore originale, Joe Ranft.
Doppiato in Italiano da Mino Caprio (dialoghi) e Gianni Paganelli (canto).

### Barbie
(Film 2-4)
Assente nel primo film, ha un ruolo marginale nel secondo film (ritagliandosi però una 'liberatoria' scenetta finale), mentre nel terzo assume il ruolo della ragazza emancipata, contribuendo alla salvezza degli altri giocattoli. Barbie, appartenuta a Molly, viene da quest'ultima inizialmente destinata all'asilo Sunnyside. Devastata dall'abbandono di Molly, si unisce agli altri giocattoli e, una volta all'asilo, trova il suo amore Ken, che la spinge a passare dalla propria parte. Tuttavia, una volta scoperte le reali intenzioni di Lotso, il capo dell'asilo-lager, torna con Buzz e gli altri, tentando di convincere Ken a fare altrettanto. Questa Barbie è basata sul modello del 1984 della celebre fashion doll denominato Great Shape Barbie. Fa un cameo all'inizio del flashback introduttivo del quarto film, dove aiuta gli altri giocattoli a salvare RC.

### Ken
(Film 3)
Ken è una bambola di sesso maschile che si innamora di Barbie nel terzo capitolo. Ken a metà del film risulta un antagonista dei protagonisti, ma infine passa dalla parte di Woody e dei suoi amici e li aiuta a fuggire, soprattutto per amore di Barbie. I due restano insieme all'asilo Sunnyside, diventandone i nuovi padroni. Si basa su una versione del suo personaggio venduta nel 1988 denominata Animal Lovin' Ken.

### I tre alieni verdi
(Film 1-4)
Sono tre alieni verdi che provengono da un distributore automatico del Pizza Planet, una pizzeria a tema spaziale frequentata dalla famiglia di Andy, e sono stati salvati da Mr. Potato. Parlano sempre contemporaneamente e con voce metallica, con un curioso effetto d'eco. Successivamente vengono adottati da Mrs. Potato, dai quali non si staccheranno mai, ringraziando continuamente Mr. Potato per averli salvati. Egli ricambierà finalmente il loro affetto alla fine del 3° film quando salvano i giocattoli dall'inceneritore. Nella serie TV di Buzz Lightyear la razza di questi alieni viene chiamata LGM (acronimo di Little Green Men, ossia Piccoli omini verdi). Alla fine del terzo film salvano tutti dall'inceneritore, manovrando la gru meccanica che solleva e sposta i rifiuti.

### Stinky Pete
(Film 2)
Stinky Pete (noto anche come il "Vecchio cercatore", nell'originale inglese chiamato "Pete puzzolente" perché emette flatulenze) è il pupazzo di un anziano cercatore d'oro, uno dei giocattoli che (insieme a Woody, Jessie e Bullseye) fa parte della confraternita degli Amici del West, ed è anche l'antagonista secondario del secondo capitolo. La sua scatola non è mai stata aperta ed è ancora in ottime condizioni. In contrasto con il personaggio buffonesco dello show, il cercatore è intelligente, spietato, manipolatore, irascibile e bravo con le parole; dall'atteggiamento gentile e paterno per tutta la prima metà del film, nascondeva la sua vera natura subdola e amareggiata. Anche mentre nascondeva la sua natura, pianificava segretamente di impedire a Woody di tornare da Andy ad ogni costo, sabotando la sua fuga accendendo segretamente la TV per svegliare Al e dando la colpa a Jessie senza esitazione. Esprime apertamente il suo odio per i giocattoli spaziali come Buzz Lightyear, che incolpa con rabbia per aver causato la cancellazione di Woody e gli amici del West. Il vero motivo del suo egoismo è che per molti anni è rimasto chiuso nella sua scatola senza mai essere né venduto né considerato da nessuno, e ha aspettato il momento giusto per prendersi la sua rivincita. La sua inesperienza di essere giocato da un bambino, insieme all'ascolto della storia di Jessie, lo portano a pensare che i bambini fossero solo distruttori di giocattoli e motivano ulteriormente il suo desiderio di stare al museo come unica salvezza. In origine sarebbe dovuto riapparire in Toy Story 3: infatti appare in un poster, ma alla fine non compare e non viene menzionato nella pellicola e diventa un personaggio secondario nel prologo del videogioco.

### Lotso Grandi Abbracci
(Film 3) In originale Lots-o-Huggin-Bear, è l'antagonista principale di Toy Story 3: è un orsacchiotto rosa di peluche che profuma di fragole, e in origine è il leader dei giocattoli dell'asilo Sunnyside. Zoppica per la caduta da un camion e a volte usa un martello giocattolo di legno come bastone di supporto. Insieme al bambolotto Bimbo e al malinconico clown Chuckles apparteneva ad una bimba di nome Daisy, che, durante una gita, li aveva smarriti in aperta campagna. I tre erano riusciti a fare ritorno a casa, ma poi Lotso aveva scoperto che i genitori della bambina l'avevano già rimpiazzato con un altro esemplare identico a lui. Deluso e amareggiato oltre la follia, ha mentito a Bimbo che la piccola avesse rimpiazzato anche loro, intimidito Chuckles (che conosceva la verità) al silenzio e costretto entrambi a venire con lui al Sunnyside. Lì, stabilì un'ideologia totalitaria e divenne il sovrano dei giocattoli dell'asilo, privando i giocattoli dell'Aula Farfalla (a meno che non se la guadagnassero), vietando loro di andarsene o di tornare dai lori proprietari e assicurando che l'unica via d'uscita fosse attraverso la spazzatura. Spesso assegna i giocattoli nuovi all'Aula Bruco, frequentata da bambini distruttivi che erano troppo piccoli per giocare adeguatamente con i giocattoli (che vengono lanciati o distrutti) mentre lui e i suoi scagnozzi si riservavano nell'Aula Farfalla (dove vengono giocati correttamente). Inizialmente Lotso si comporta come un custode di buon cuore, saggio e affettuoso, ma alla fine si rivela essere un dittatore spietato e ingannevole che governa l'asilo come un vero e proprio carcere, mostrando inoltre tendenze nichilistiche (affermando in un impeto di rabbia che ogni giocattolo è spazzatura in attesa di essere buttata via). Quando Woody rivela a tutti il vero carattere di Lotso, Bimbo (per rappresaglia) lo getta nel cassonetto. Lotso, in cerca di vendetta, trascina Woody con sé, e gli altri giocattoli di Andy saltano dentro per salvare il cowboy, finendo alla discarica su un nastro trasportatore che porta a un inceneritore. Lotso, liberandosi con l'aiuto di Woody e Buzz, ha la possibilità di premere il pulsante di arresto di emergenza, ma decide di non farlo per lasciare che tutti cadano nell'inceneritore e vengano bruciati. Tuttavia, il suo crudele intento fallisce grazie ai tre alieni verdi, che usano un artiglio gigante per salvare tutti i giocattoli. Hamm e Slinky desiderano vendicarsi di Lotso per il suo tradimento, ma Woody li convince che non ne vale la pena, sentendo che la discarica è il posto a cui appartiene. Mentre Lotso cerca di scappare, un netturbino lo trova e lo lega alla griglia del suo camion come decorazione. Per tratteggiare il personaggio, il team creativo si è ispirato alla figura di Benito Mussolini.

### Bimbo
(Film 3)
È la bambola di un neonato presente in Toy Story 3. Inizialmente al servizio di Lotso, essendo stati abbandonati insieme dalla stessa proprietaria, poi, resosi conto che Lotso gli aveva mentito, si ribellerà all'orso, buttandolo nel cassonetto della spazzatura. Durante i titoli di coda, si vede che è stato adottato da Barbie e Ken.

### Forky
(Film 4)
È uno spork giocattolo, che compare nel quarto film. Creato da Bonnie, è molto ingenuo e inizialmente tenta sempre di finire nei cestini o per strada, trovando la spazzatura "accogliente" e costringendo Woody a vegliare costantemente su di lui. Convinto di essere spazzatura e non un giocattolo, lo sceriffo riesce a fargli capire che l'amore di Bonnie è sinonimo di accoglienza.

### Ducky e Bunny
(Film 4)
Sono due peluche di una papera e di un coniglio, cuciti insieme a una mano, che fanno parte dei premi all'interno di un luna park. Incontrano Buzz Lightyear e decideranno di seguirlo nell'avventura. Hanno costantemente delle fantasie mentali apocalittiche.

### Gabby Gabby
(Film 4) È l'antagonista principale del quarto film (poi riformata), essa vive in un emporio con dei pupazzi da ventriloquo, i Benson. È una bambola degli anni 50 dai capelli arancioni raccolti in due fiocchi gialli e con un difetto di fabbrica che l'ha colpita al riproduttore vocale. Per buona parte del film sembra cattiva e manipolatrice come Stinky Pete e Lotso, ma si scopre che cerca una padrona: vuole essere "adottata" da una bambina di nome Harmony, e per essere presa da quest'ultima ha bisogno del riproduttore vocale (ancora funzionante) di Woody per essere riparata; il cowboy, inizialmente riluttante, glielo concede e ottiene la liberazione di Forky (inizialmente tenuto come ostaggio). Affranta per il fatto di non piacere comunque ad Harmony, Woody, per aiutarla a trovare una padrona, la convince a venire con lui per essere presa in custodia da Bonnie ma, durante la fuga al Luna Park, trova una bambina che si era smarrita e le tiene compagnia finché non viene riportata dai suoi genitori. La bambina, riconoscendo l'importanza di Gabby Gabby, finisce per tenerla diventando la sua padrona.

### Duke Caboom
(Film 4) È un giocattolo che rappresenta uno stunt-man canadese, aveva un bambino ma quest'ultimo lo diede subito via, perché l'aveva provato e non faceva le acrobazie che faceva nella pubblicità, e così divenne un giocattolo smarrito. Dopodiché incontrò Bo Peep, con il quale divennero amici e Duke la aiutò in diverse occasioni, come quando aiuta lei e Woody a salvare Forky dalle grinfie di Gabby Gabby. È chiaramente ispirato al celebre stuntman Evel Knievel.

### Giggle McDimples
(Film 4) È un giocattolo di piccole dimensioni che rappresenta una poliziotta ed è in grado di cambiare faccia. È la migliore amica di Bo Peep.

## Umani

### Andy Davis
(Film 1-4)
Andy Davis è il bambino proprietario di tutti i giocattoli protagonisti dei film (tranne nel quarto, dove però compare tramite dei flashback).

### Sid Phillips
(Film 1 e 3)
Sid Phillips è un ragazzino vicino di casa di Andy e più o meno suo coetaneo, dal carattere sadico e crudele, che ama torturare, smontare, riassemblare e distruggere giocattoli per puro divertimento. Indossa abitualmente una maglia nera con l'immagine di un teschio umano, evidente omaggio al personaggio Marvel di The Punisher, e si sposta solitamente con uno skateboard. Appare nel primo capitolo della serie come nemico principale e compare anche nel terzo, ormai cresciuto, nei panni di un netturbino che raccoglie l'immondizia nell'isolato in cui abita Andy. Fino ad ora è l'unico essere umano della saga ad aver visto i giocattoli muoversi e parlare, quando i giocattoli da lui modificati, guidati da Woody, prendono vita per vendicarsi dei suoi maltrattamenti (di solito tutti i giocattoli presenti nella serie tornano ai loro posti e si immobilizzano quando sentono che un essere umano si sta avvicinando), facendolo scappare via terrorizzato.
Nel terzo film appare brevemente mentre raccoglie spazzatura.

### Signora Davis
(Film 1-4) È la madre di Andy e Molly Davis. È single e non si sa nulla del padre dei suoi figli, che non è mai nemmeno menzionato.

### Bonnie
(Film 3-4)
Bonnie è la bambina che nel terzo capitolo della serie riceve in dono da Andy i suoi giocattoli. Timida e gentile, è la figlia della proprietaria dell'asilo Sunnyside.

### Molly Davis
(Film 1-4)
È la sorella minore di Andy.
Nei primi due capitoli è una neonata, nel terzo un'adolescente che regala Barbie all'asilo. Appare brevemente all'inizio del quarto capitolo, dove dice che Bo Peep non le serve più.

### Hannah Phillips
(Film 1)
Hannah è la sorella minore di Sid. Ha un carattere totalmente opposto a quello del fratello, con il quale forma uno strano contrasto, in quanto è buona e dolce ed ha molta cura dei suoi giocattoli. Spesso e volentieri anche i giochi di Hannah sono presi e torturati da Sid. Dopo che quest'ultimo è rimasto terrorizzato dal vedere i giocattoli che parlano e si muovono, la sorella lo fa scappare via urlando, mostrandogli la sua bambola Sally, pur non sapendo cosa gli è appena accaduto.

### Al McWhiggin
(Film 2)
Al McWhiggin è il principale antagonista del secondo film. È il proprietario della Al's Toy Barn, un grande supermercato specializzato in giocattoli, nonché un collezionista di giocattoli. È soprannominato "L'uomo gallina" dai giocattoli di Andy in quanto appare travestito da gallina nello spot televisivo della sua attività. È un uomo senza scrupoli, avido, disonesto, impaziente e pigro (si lamenta di dover viaggiare in auto per andare in ufficio anche di sabato nonostante il suo appartamento, dove vive da solo e proibisce l'ingresso ai bambini, sia solo dall'altra parte della strada rispetto al negozio). La targa della sua auto recita LZTYBRN, che è la frase "Al's Toy Barn" senza le vocali e con una "Z" al posto della "S", e ciò permette ai giocattoli di Andy di identificarlo dopo che ha rapito Woody; essa è anche, nella realtà, la targa dell'auto di Ash Brannon, co-regista di Toy Story 2, secondo il commento nell'edizione speciale del film. Vuole impossessarsi a tutti i costi di Woody per completare la sua collezione dei giocattoli legata al programma TV Woody e Gli Amici del West, e per questo lo ruba al mercatino dell'usato di casa Davis (in quanto la madre di Andy non vuole venderglielo). In realtà ciò che gli interessa di più dei giocattoli sono i soldi che potrebbe guadagnare rivendendoli, in questo caso ad un noto museo di giocattoli giapponese. Per pubblicizzare il suo negozio appare travestito da gallina in uno spot televisivo. Alla fine la sua disonestà non rimane impunita: non essendo riuscito a vendere i giocattoli a tema western al museo, è caduto in gravi difficoltà economiche e il suo negozio è sull'orlo del fallimento, tanto da costringerlo a vendere i suoi prodotti a prezzi stracciati.

## Animali

### Scud
(Film 1)
Scud è il feroce cane di Sid Phillips, di razza bull terrier. Come il padroncino, ha un pessimo carattere ed è considerato un incubo per i giocattoli. Verso la fine del film tenterà di uccidere Woody ma verrà messo fuori combattimento da Buzz Lightyear e dall'automobilina radiocomandata RC.

### Buster
(Film 2-3)
Buster è il cane di Andy, un bassotto tedesco marrone. È molto buono ed è molto fedele a Woody, ma anche al suo vero padrone. Nella scena finale del primo film si può solo sentire il suo abbaiare poiché il bambino lo riceve come regalo di Natale; nel secondo film fa la sua prima apparizione sullo schermo, mostrandosi attivo, veloce e vivace, mentre nel terzo film è ormai invecchiato, diventando pigro, grasso e dormiglione. Non compare invece nel quarto film e si suppone che sia deceduto.

### Dragon
(Film 4)
Dragon è la gatta perfida che nel quarto film rovinerà il piano per recuperare Forky. È posizionata all'interno del negozio di antiquariato "Seconda Scelta", è un personaggio importante poiché ingoierà Giggle McDimples (poi rigurgitata), fatto che farà infuriare Bo in relazione alla testardaggine di Woody.